# 清水河遗址
清水河遗址，位于中国青海省湟中县总寨乡清水河村，为第三批青海省文物保护单位，公布日期为1959年3月16日，类型为古遗址。